# Đại học West of England
Đại học Tây Anh (tên tiếng Anh: University of the West of England, viết tắt: UWE, thường phát âm là "you-we") là một trường đại học ở thành phố Bristol của Anh. UWE là tên mới được nâng cấp lên từ trường cao đẳng bách khoa của Bristol, Bristol Polytechnic trước đây. Trường là một trong số những trường được phong cấp vị ĐH gần đây nhất tại Vương quốc Anh. Khu trường sở chính ở tại Frenchay, cách trung tâm thành phố khoảng 7 km về phía bắc với một khu trường sở nhỏ hơn ở St Matthias, một khoa Y tế công cộng và Chăm sóc xã hội tại Glenside ở đông-bắc Bristol và một trường nghệ thuật, Trường Nghệ thuật, Pha màu và Thiết kể Bristol, nằm ở Bower Ashton, gần Ashton Court ở tây-nam Bristol.
Trường cũng có một vài trung tâm khu vực ở Bath và Swindon, và một khoa phụ chuyên về các khóa học thể thao và nông nghiệp ở Hartpury,Gloucestershire. Trường cao đẳng vệ tinh này đã đoạt Giải vô địch Nài ngựa trẻ châu Âu, một cuộc thi đua cưỡi ngựa đua. Trường Kịch nghệ Bristol Old Vic là một trường phụ của Khoa Nhân văn, Ngôn ngữ và Khoa học Xã hội.
Với khoảng 30.000 sinh viên và 3000 giảng viên, UWE là trường có số sinh viên theo học nhiều hơn khi so sánh giữa hai trường đại học cùng thành phố (trường còn lại là Đại học Bristol được thành lập sớm hơn UWE và hiện có 23.000 sinh viên). Tuy số lượng sinh viên nhiều hơn nhưng chất lượng đầu vào cũng như chất lượng đào tạo sinh viên của 2 trường khá chênh lệch, vì trường ĐH Bristol là một đại học danh tiếng và lâu đời trong khi UWE chỉ mới được nâng cấp lên từ trường cao đẳng bách khoa của Bristol trong những năm gần đây. 86% sinh viên của UWE là từ các trường nhà nước, rất ít học sinh xuất thân từ các trường trung học tư thục (với chất lượng đào tạo cao hơn). Thư viện được lưu trữ tốt ở địa điểm Frenchay được gọi là Thư viện Bolland, đặt tên theo Tiến sĩ Robert Bolland, giám đốc thứ nhất của Trường Bách khoa Bristol từ năm 1969 đến năm 1974. Khu trường sở chính Frenchay nằm gần đường M32, đi bộ mất 20 phút từ Nhà ga xe lửa Bristol Parkway. Đi bằng tàu hỏa, đến Cardiff mất 1 tiếng 30 phút và đến Birmingham mất 1 tiếng và 15 phút.
Hiệu trưởng của UWE là Rt Hon Baroness Elizabeth Butler-Sloss, GBE. Giáo sư Steven West là quyền hiệu phó.
UWE được xếp vào nhóm top 5 trường đại học trong các bảng xếp hạng giảng dạy do Quality Assurance Agency ấn hành và được xếp hạng 64 (trong số 108 trường) trong bảng "good honours" năm 2006 do Times Higher Education Supplement ấn hành sử dụng dữ liệu của Higher Education Statistics Agency (HESA).
Hiện trường có liên kết hợp tác đào tạo Chương trình Cử nhân Quốc tế (IBD@NEU) ngành Kinh tế, chuyên ngành Tài chính Ngân hàng và chuyên ngành Tài chính Kế toán với Trường Đại học Kinh tế Quốc dân và Học viện Ngân hàng Việt Nam